# Schloss Jedelhausen

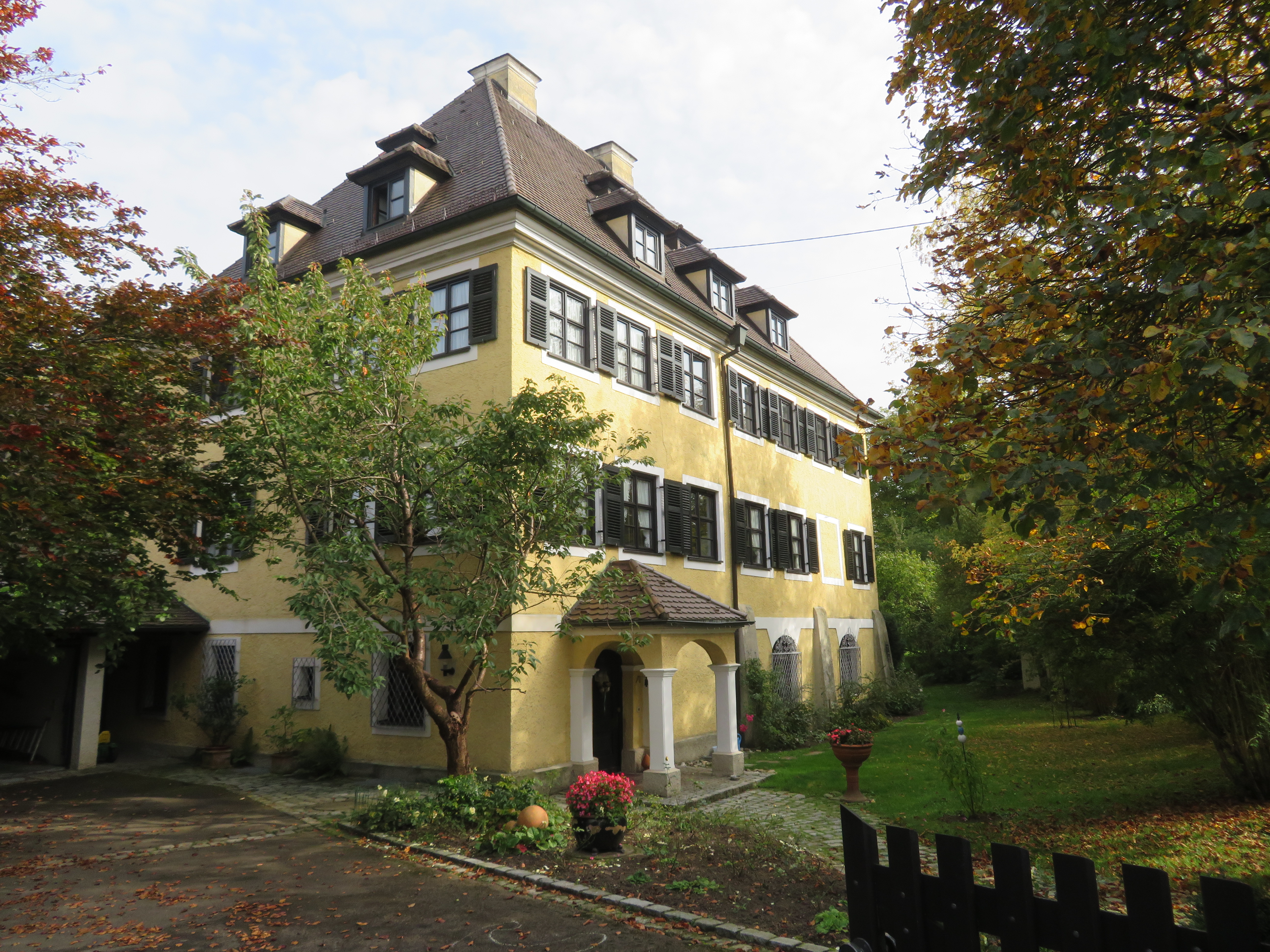
Schloss Jedelhausen

Schloss Jedelhausen ist ein Schloss in Jedelhausen in der Großen Kreisstadt Neu-Ulm im bayerisch-schwäbischen Landkreis Neu-Ulm.

## Geschichte
Schloss Jedelhausen ist ehemaliger Patrizier-Landsitz. Der dreigeschossiger Walmdachbau wurde 1572 von Hans Claus erbaut und 1792 renoviert und barockisiert. 1919 wurde  er noch einmal verändert.
Das Gebäude steht unter der Aktennummer D-7-75-135-78 unter Denkmalschutz.